# Vicky Ramos

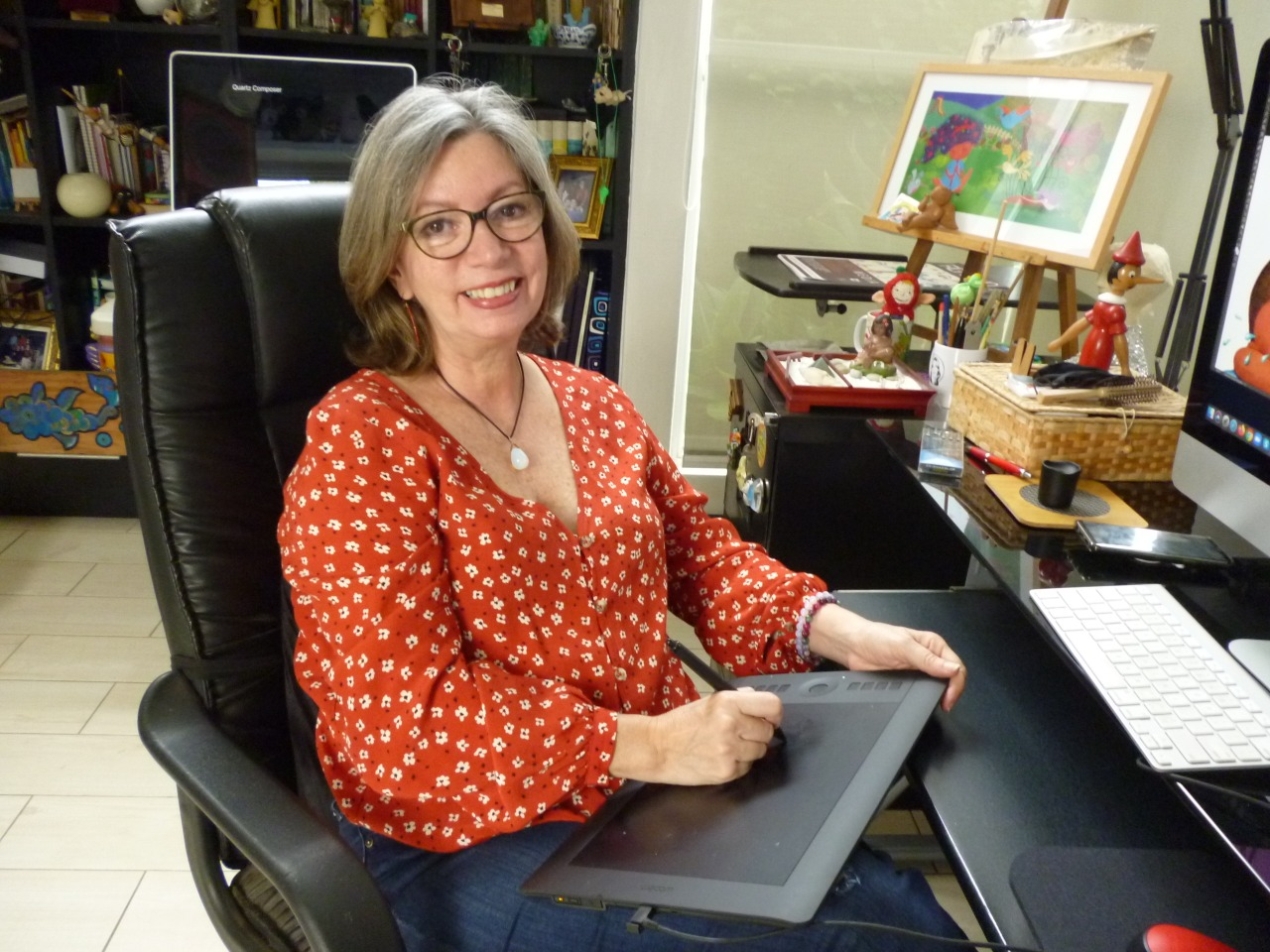
Vicky Ramos en su estudio.

Virginia Ramos Quesada (San José, 26 de febrero de 1960), conocida como Vicky Ramos, es una ilustradora y autora costarricense que destaca por su trayectoria internacional. Asimismo, es reconocida como una de las maestras emblemáticas y pioneras de la ilustración en Costa Rica por su trabajo en esta área desde los años 70. Para esta autora: "La fantasía es un derecho de todos los niños. Este pensamiento es un motor en mi trabajo; quisiera que todos soñaran con la misma libertad que yo lo pude hacer, para que lo fantástico y lo maravilloso pueda estar en los lugares más profundos del alma."

### Biografía
Hija de Virginia Quesada Chacón y Ernesto Ramos Santiesteban, Vicky Ramos nació en 1960 en el cantón central de San José (Costa Rica) y es la menor de cinco hermanos. Está casada con Álvaro Mendieta (politólogo) y es madre de María José Yglesias Ramos (abogada).
Inició la primaria en la Escuela Napoleón Quesada en Zapote y la terminó en la Escuela República del Perú. Sus estudios de secundaria los llevó a cabo en el Colegio Nuestra Señora de Sion. Más tarde ingresó a la carrera de Artes Plásticas de la en la Universidad de Costa Rica.  
Su pasión por el dibujo fue en parte heredada de su familia materna: madre, tías, abuelo y bisabuelo materno fueron todos profesores de arte. De este modo, siempre tuvo una estimulación en el área y contó con acceso a materiales y libros de arte, historia, filosofía, así como literatura desde una edad temprana; en su familia todos tienen habilidades, pero es la única que se dedicó profesionalmente al arte. 

### Formación y trayectoria
Estudió Artes Plásticas en la Universidad de Costa Rica. A lo largo de su carrera artística, el trabajo de Vicky Ramos ha sido reconocido por su calidad.    
En 2001 la revista literaria Cuatrogatos (Florida, Estados Unidos) reconoce Poemas con sol y son como uno de “Los 10 libros en español mejor ilustrados”. Del 2002 al 2005, Vicky la organización “Meridian” (Washington D. C) la invitó a participar en la exposición colectiva e itinerante que recorre 50 estados, “Exploring the Great Outdoors”. En 2005 La musique Magique es nominado por la Editorial Gallimard (París) para el Premio Cronos.   
Actualmente, continúa trabajando en sus proyectos artísticos en su propio estudio de diseño e ilustración. Se dedica también a la docencia en la Universidad Veritas y la Universidad de las Ciencias y el Arte. Asimismo, imparte talleres libres y charlas. Por su gran compromiso social, Vicky también colabora voluntariamente con instituciones como la Biblioteca Nacional y ONG dedicadas al bienestar animal, Educación Ambiental, Campañas de Derechos Humanos y estímulo de la lectura. Recientemente ha escrito artículos para La Nación y para la revista Pórtico 21 de la Editorial Costa Rica.

| Año  | | País                 |
| ---- | --- | -------------------- |
| 2019 | Invitada de Honor de la Exposición de Artistas Visuales y Diseñadores Viva el Arte. | Costa Rica           |
| 2018 | Invitada por UNICEF en la Memoria de los 30 años de la Convención de los Derechos del Niño (enlace roto disponible en Internet Archive; véase el historial, la primera versión y la última)..           | México               |
| 2018 | Invitada como ilustradora en la campaña contra el feminicidio "No estamos todas". | México               |
| 2018 | Invitada, Congreso Centroamericano de Literatura Infantil Penonomé | Panamá               |
| 2017 | Invitada, Centro América Cuenta | Nicaragua            |
| 2017 | Invitada, Feria Internacional del Libro | Guatemala            |
| 2016 | Invitada, CILEJIJ | México               |
| 2005 | Primer Lugar Certamen diseño de afiche “Violencia y Subjetividad”, Doctorado Sociedad y Cultura de la Escuela de Psicología de la Universidad de Costa Rica y la Embajada de Francia.                   | Costa Rica - Francia |
| 2000 | Sello postal “Tradición Navideña”, seleccionado por unanimidad para representar a Costa Rica en eventos filatélicos a nivel internacional en Cuba y Australia                                           | Costa Rica           |
| 1998 | Lista de Honor del IBBY (International Board on Books for Young People), uno de los máximos reconocimientos a nivel mundial de la literatura para niños y jóvenes realizado en la India                 | India                |
| 1997 | Premio Nacional Aquileo J. Echeverría. Categoría: Artes plásticas | Costa Rica           |
| 1997 | Primer lugar de Ilustración Certamen Juan Manuel Sánchez por el libro Niñas y niños del maíz (publicado para el 50 Aniversario de la UNESCO), y Primera Mención de Honor por Cuentos del bosque nuboso. | Costa Rica           |
| 1992 | Lista de Honor del IBBY, (International Board on Books for Young People), en Berlín, Alemania. | Alemania             |